# План «Доннершлаг»
План «Доннершлаг» (нім. Donnerschlag — Удар грому) — план операції 6-ї німецької армії в грудні 1942 року з метою прориву з оточення під Сталінградом. Був однією зі складових плану операції «Вінтергевіттер».